# 迪士尼世界铁路
迪士尼世界铁路（英語：Walt Disney World Railroad，缩写为WDWRR）是一条位于美国佛罗里达迪斯尼世界神奇王国主题公园内的窄轨观光铁路 。铁路全长2.4千米，轨距914毫米（3英尺），线路环绕乐园，并在三个不同的园区内设有站点。该铁路由迪士尼幻想工程建造，在线路上运行的四列蒸气列车则由鲍尔温机车厂制造，具有悠久的历史。列车全程运行大约需要20分钟。平时，铁路上有两列列车同时运行，在游客高峰期则增至三列。
迪士尼世界铁路由负责过加州迪士尼乐园铁路建设的罗杰·布罗基领导修建。迪士尼世界铁路的机车来自墨西哥，后被运往美国并修复。修复时，机车被改装成19世纪80年代的风格，并配置了旅客车厢。
1971年10月1日，迪士尼世界铁路与神奇王国主题公园同日对外开放。自此之后，该铁路成为世界上最受欢迎的蒸汽动力铁路之一，每年吸引约370万游客。

## 历史

### 在墨西哥的发现

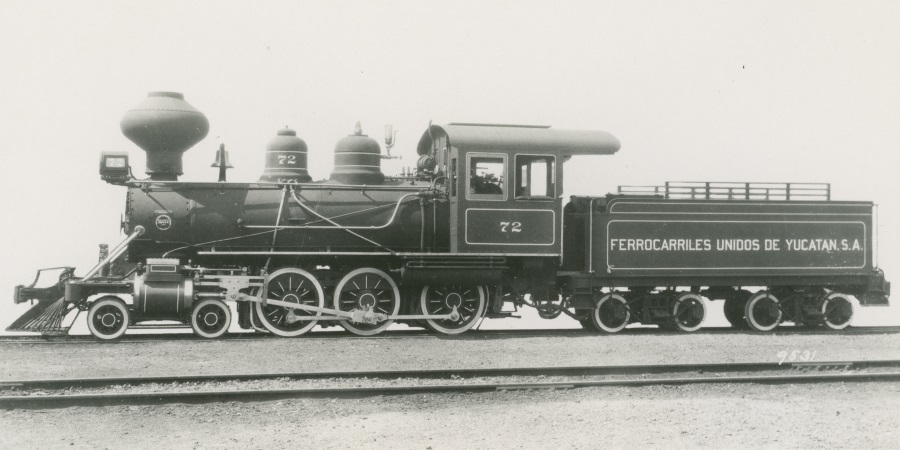
墨西哥尤卡坦州梅里达的典型机车，后被用于迪士尼世界铁路

从20世纪60年代末到1971年，布罗基负责开发迪士尼世界铁路。  根据他对加州迪士尼乐园的建造经验，决定使用现成的蒸汽火车。 他又从铁路历史学家杰拉尔德·M·贝斯特那里得知在墨西哥尤卡坦州梅里达有合适的机车。 1996年，布罗基和工作人员以及铁路建筑专家厄尔-维尔默共赴梅里达。经考察，鲍德温机车厂的四辆火车，和匹兹堡机车汽车制造厂的一辆火车，有被修复的可能性。 

五台火车总共支付32750美元。  机车以及各种零备件随即通过铁路运回了美国。 

### 在佛罗里达的整修
五台火车及备件被送到佛罗里达州坦帕市的修船厂后，进行了美化和机械修复。在当时，这是距佛罗里达迪士尼世界最近的维修场所，并且有充足的空间和设备。 在这里，陪同布罗基前往墨西哥的运输总监厄尔维尔默，以及项目工程师鲍勃哈普尔和该设施的机械师主管乔治布里顿，负责项目的完成工作。
这次改造让火车看起来建造于19世纪80年代。 鲍德温机车厂四台机车的锅炉被换成了小型锅炉。   破旧的木质钢结构驾驶室也换成了玻璃纤维。换上了全新的煤水车，但转向架仍旧是原来的。  火车上许多较小的原始零件均成功翻新保留，例如锅炉顶部的圆顶和铜铃，车轮和联接杆。   燃烧室改装成柴油燃烧。  为了逼真还原，还制作了建造者牌子的复制品。 
另一辆无法成功修复。它建于1902年，是五辆火车中最古老的。  在机车商购买之前，一直闲置在加利福尼亚。  但一些零件被用在了其它四辆鲍德温火车上，比如烟囱就装在了迪士尼世界铁路4号车上。 

### 开放至今
不到两年的时间里，四辆火车被修复，并建造了二十辆纳拉甘西特式游览车。  1971年4月，第一套游览车送到了魔幻王国，第一辆火车在1971年5月15日入园。   与1955年7月17日，加州迪士尼乐园开放时一样，迪士尼世界铁路是魔幻王国的第一个建成的景点，并且运营至今。 乔治·布里顿曾为这四辆火车翻新。从铁路开通，他就是机组工长，一直到他2006年4月6日退休。   最终，迪士尼世界铁路成为世界上最受欢迎的蒸汽动力铁路之一，每年吸引约370万游客。 
迪士尼世界铁路开放最初，唯一站点是魔幻王国入口处的美国大街站，以纽约萨拉托加泉站的前维多利亚时代风格为模版。由于只有一个站点，游客只能随车往返全程。    1972年5月1日，第二个站点，边域乐园站在边域世界开放，位于旋律时光主题酒店和咖啡厅的西北方。  这是布罗基在1973年10月1日退休之前，对迪士尼世界铁路做的最后更改之一。  1990年11月，为了新建飞溅山，老边域乐园站被拆除，1991年12月，新边域乐园站，在原始站址的北面开放。  在建造飞溅山和现在的边境乐园站期间，铁路临时改名为逆行快车，只有一列火车运行，且只在美国大街段和米奇星域段之间来回行驶。1976年至1977年，自动列车公司赞助了迪士尼世界铁路。

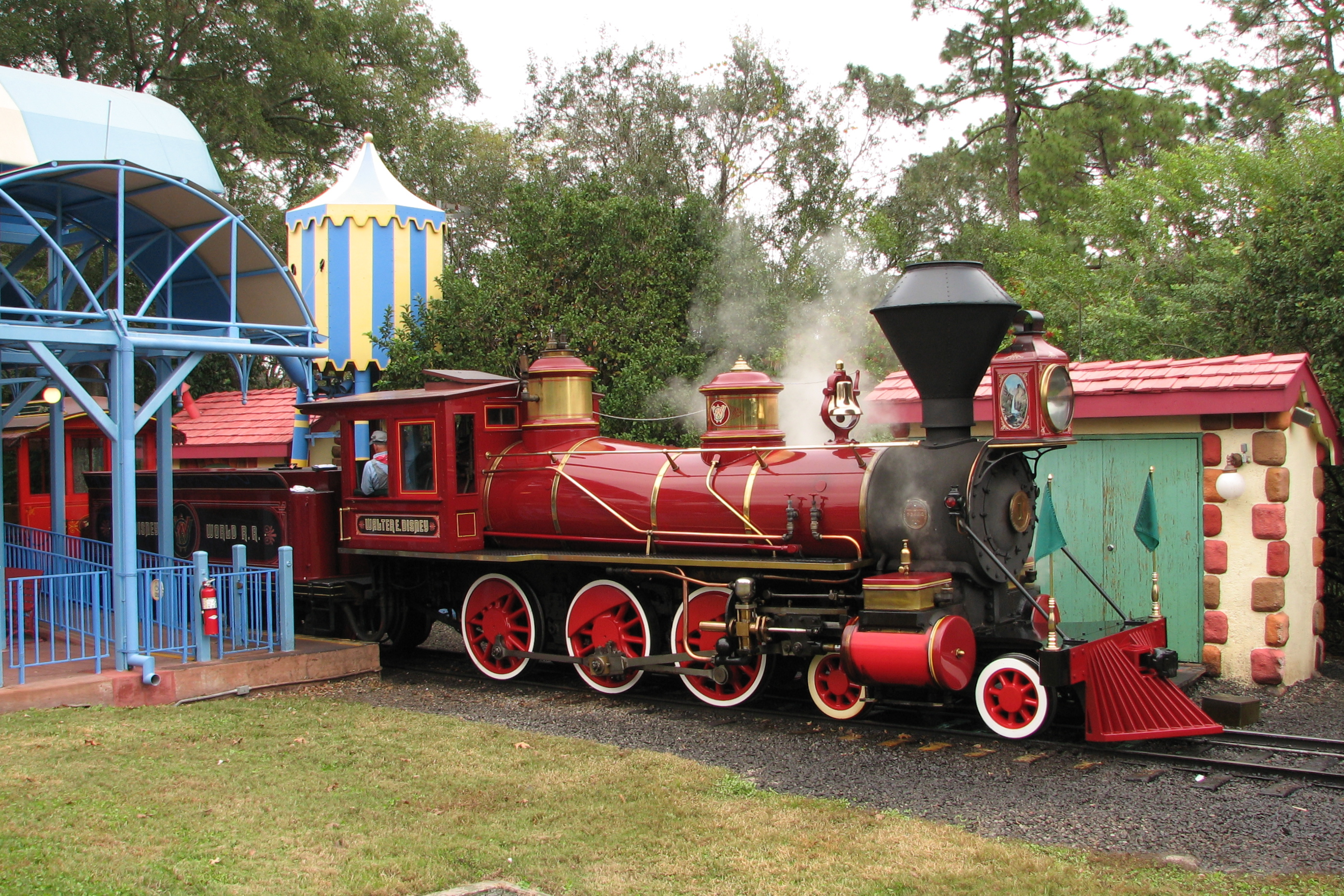
2008年迪士尼世界铁路的米奇卡通城站，于2012年变为幻想世界站

1988年6月18日，第三站米奇生日乐园站在魔法王国开放，与幻想世界相邻，铁路更名为米奇生日乐园快车。   1990年，更名为米奇星地；1996年，更名为米奇卡通城，结构没有变动。   2004年，车站被拆除重建，外观保持不变；   2011年2月11日，因新建故事书马戏团，米奇卡通城部分关闭，这是幻想世界进行扩建的一部分。2012年3月12日，幻想世界站与原米奇卡通城站在同一位置对外开放。2012年4月，为了配合车站的新设计，幻想世界站旁边的水塔和维护楼进行了重新装修。2018年12月3日，铁路因明日世界创世纪过山车的过建设暂时关闭。

## 旅程

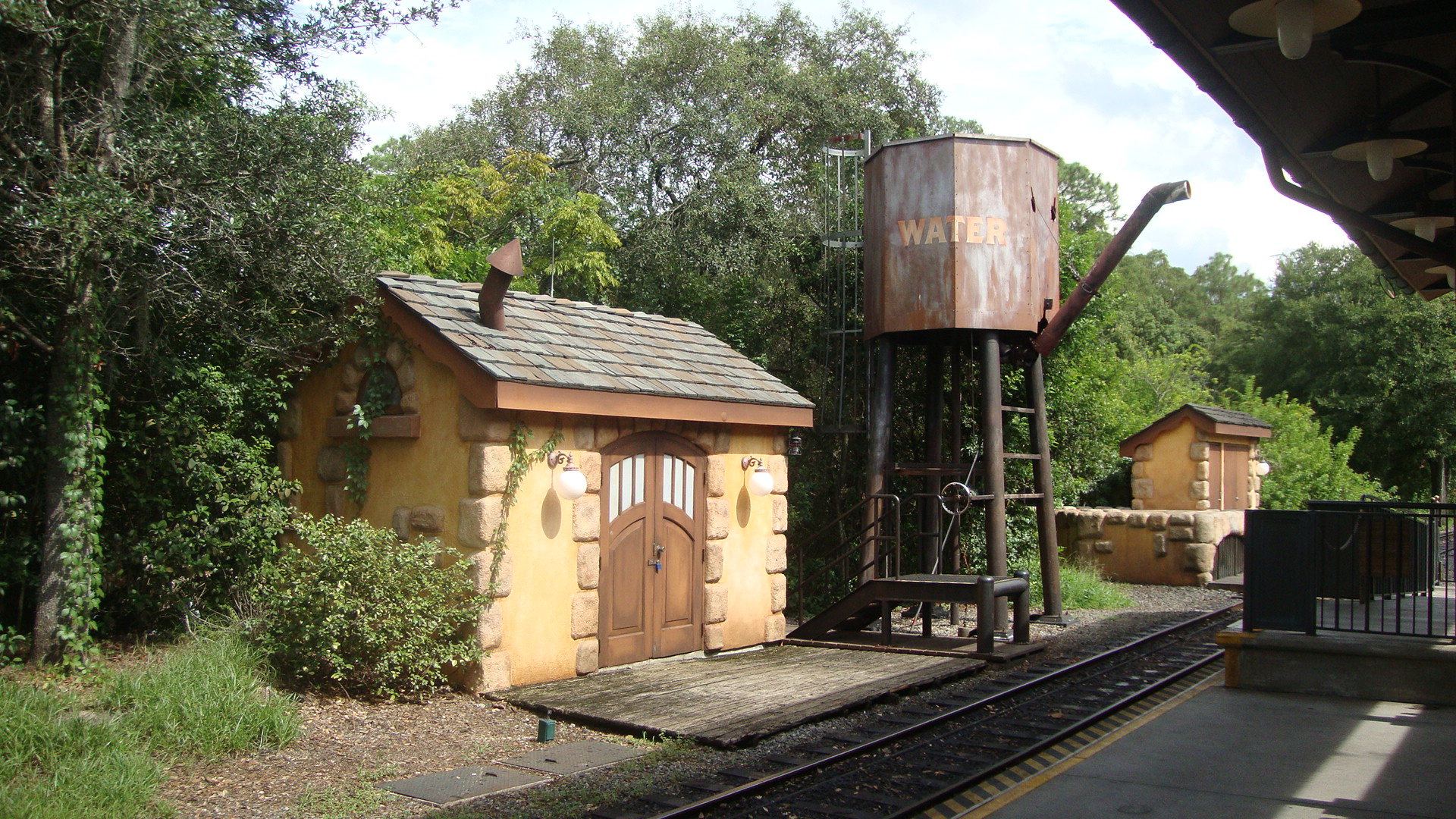
迪士尼世界铁路在幻想世界站的水塔

火车从魔法王国公园入口旁的美国大街站出发，沿单轨顺时针方向在环形路线上行驶。每列火车往返全程大致需要20分钟，每天都会有二至三列火车运行，通常每天有两列火车运行。每列火车都配备一名工程师和一名消防队员，以及负责引导乘客的列车长。:4–5
火车离开美国大街站后，乘客们可以看到探险世界，在跨过一座小桥，穿过一条小隧道后，就到了边域世界。  在穿过飞溅山的隧道后，火车在第二个站点边域世界站停靠。  
稍作停留，火车继续出发。沿途可以看到雷霆山过山车，翻过一座多功能移动桥。移动桥凌驾于连接美国之河和干船坞的运河之上。   这座桥最早属于佛罗里达东海岸铁路公司。  接着，乘客们将会看到模拟美洲原住民和野生动物生活状态的展示区。  火车从天桥下通过后，穿过通往火车机务处的支线，到达下一个站点——幻想世界站。  

再次离站后，火车爬升2％的斜坡，乘客们置身于明日世界，经过太空山过山车，翻过一座小桥，回到美国大街站。  :4 这就是园区的大环游。 

迪士尼世界铁路站点
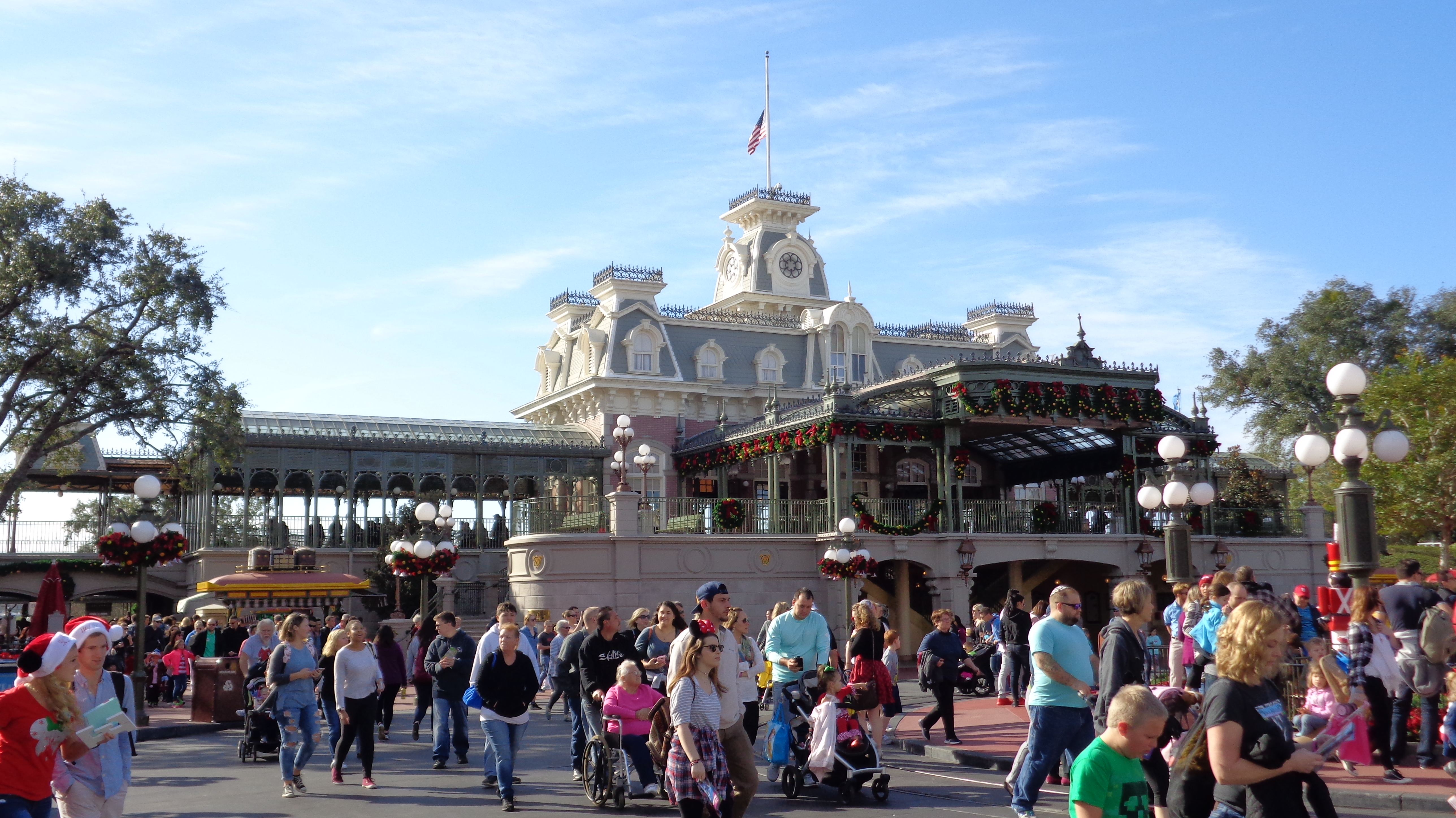
美国大街站
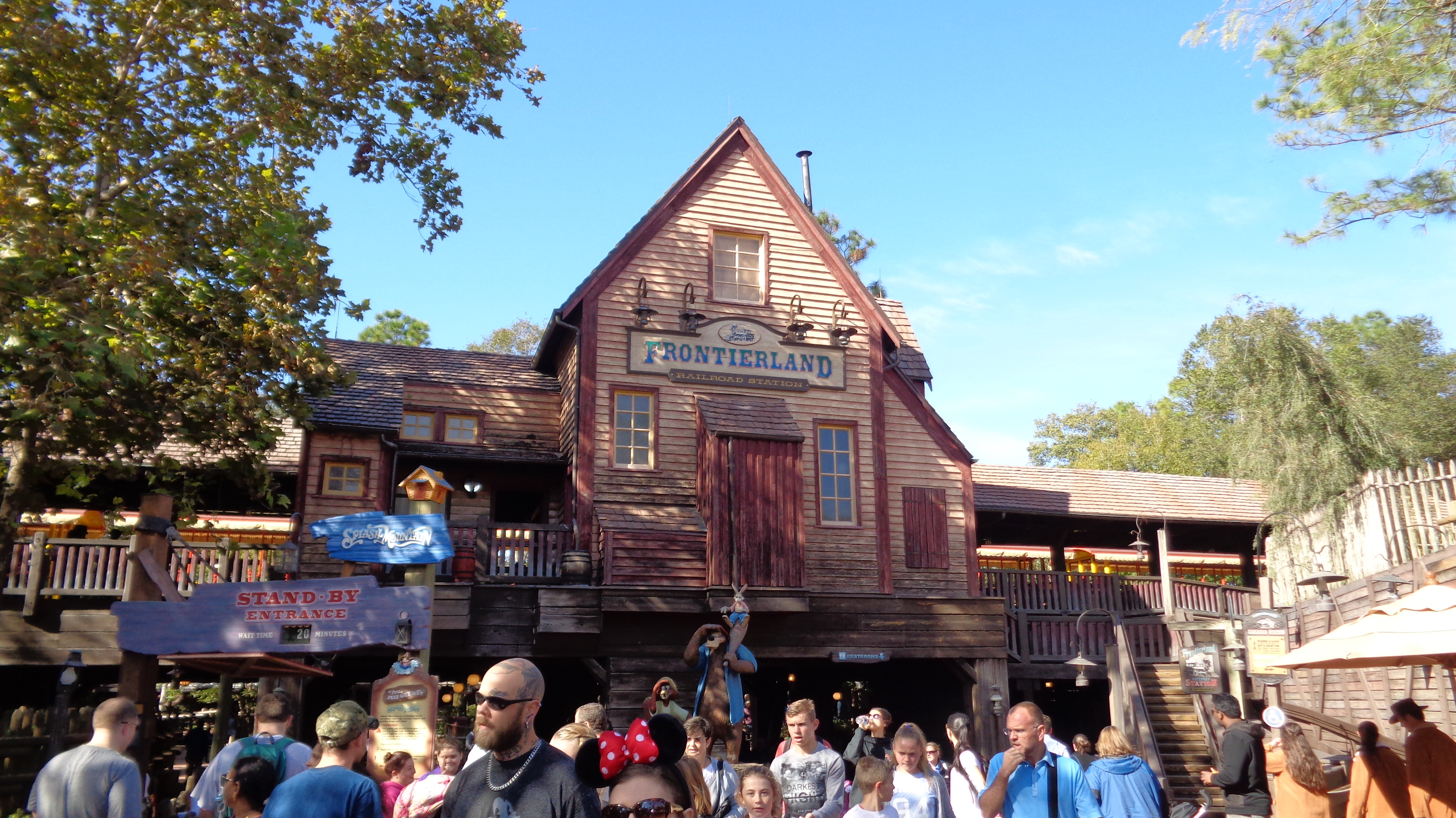
边域世界站
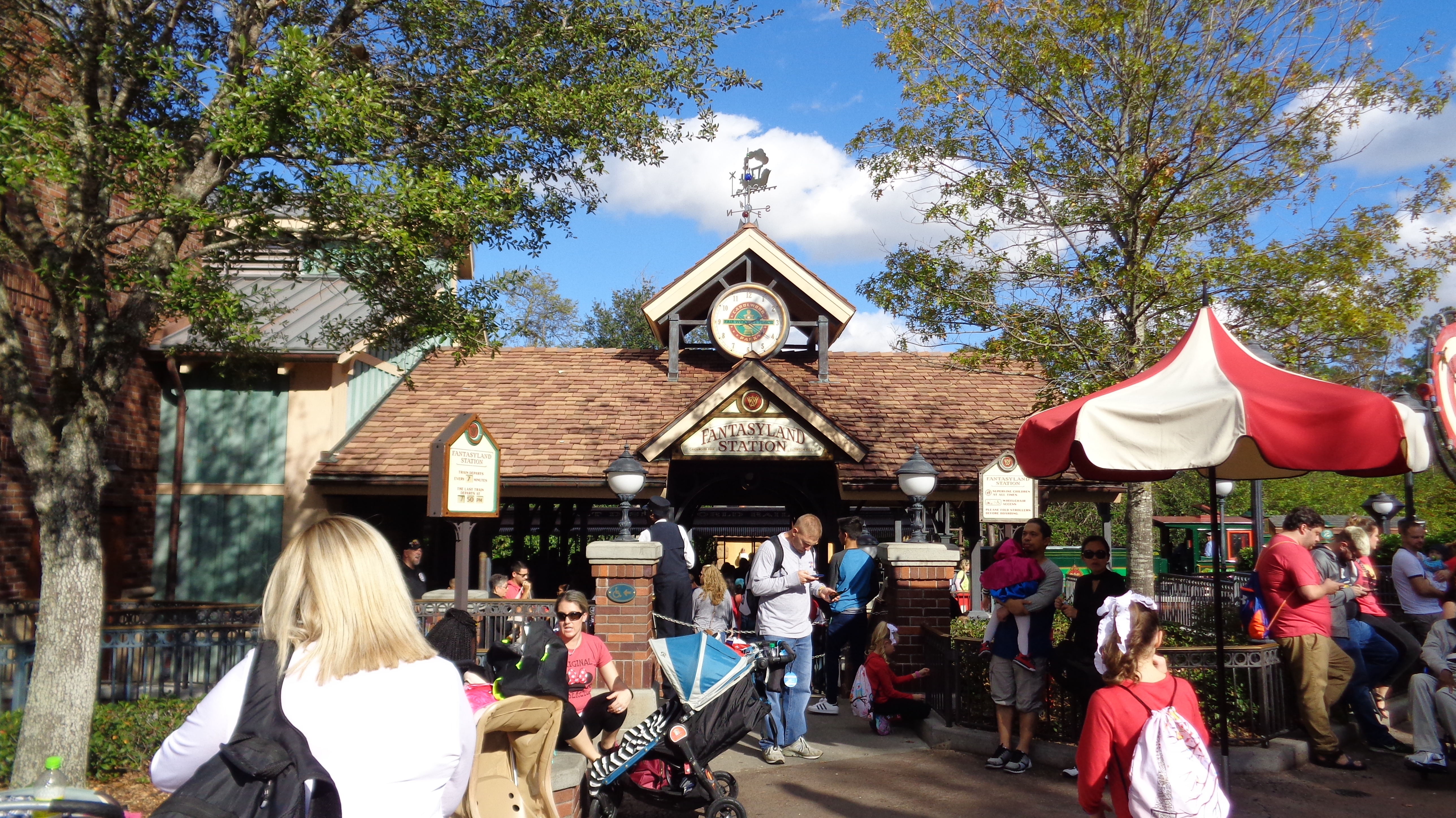
幻想世界站

由于轨道靠近烟花燃放区，因此在烟花表演期间火车不运行。  另外，从1999年开始，每天会有一场单独定价的巡回演出，命名为迪士尼的“我们的蒸汽火车背后的魔法” ，乘客们可以借机参观机车库。   :2 

## 机车车辆

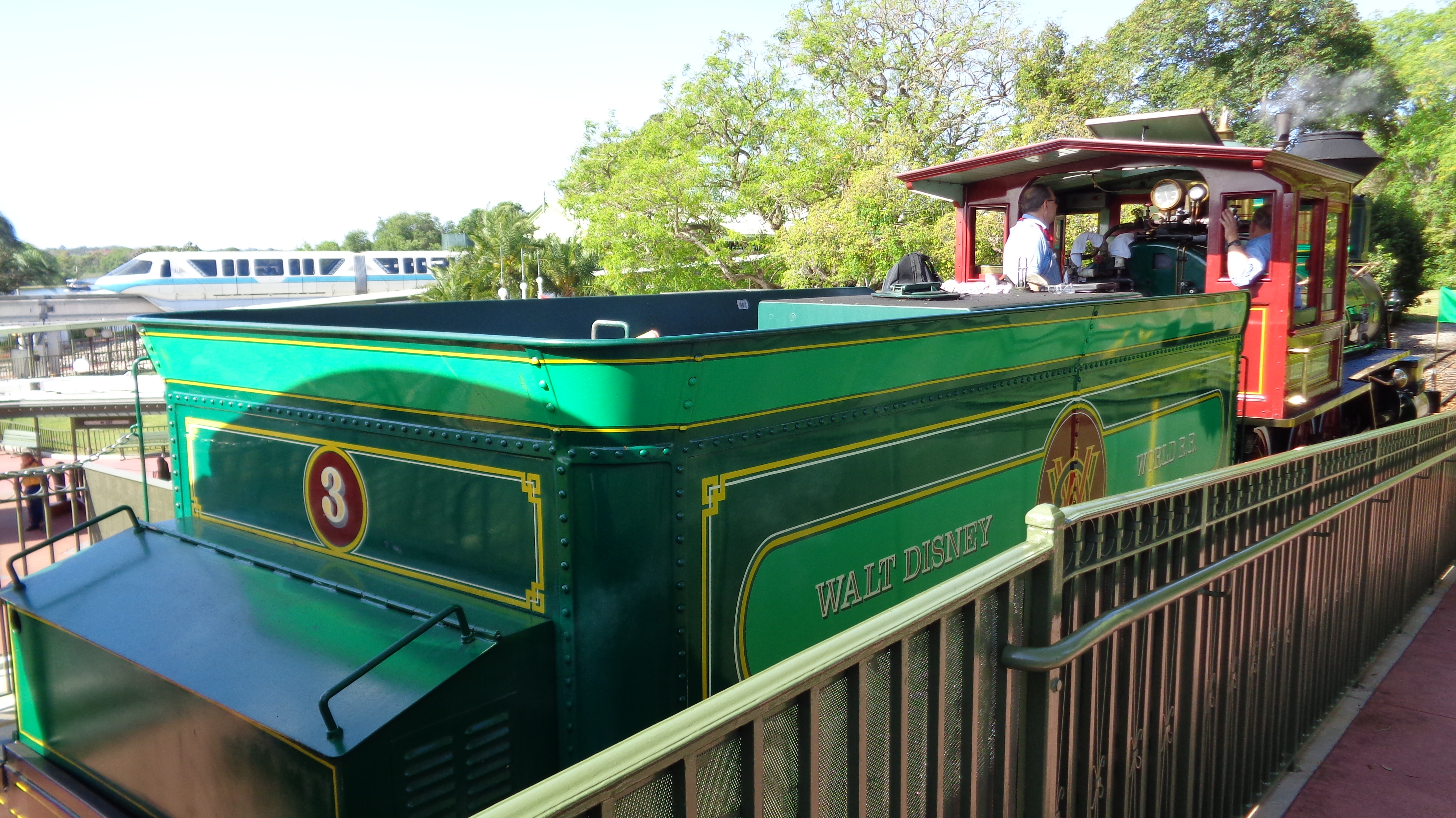
WDWRR 3号机车的车头背面

在这条线上工作时，每辆火车每小时消耗95升的燃料和760升的水，而每辆消防车可以容纳2510升的燃料和6950升的水。以前，这四辆火车头都在北卡罗来纳州吹风岩的铁路公司检修。:5四辆火车头各牵引五节车厢，每节车厢，每节车厢可容纳75名乘客，因此，每列火车总共可容纳375名乘客。车头背面的蒸汽发电机为机车和客车供电。火车头没有刹车，但客车有刹车。:5

## 信号设施

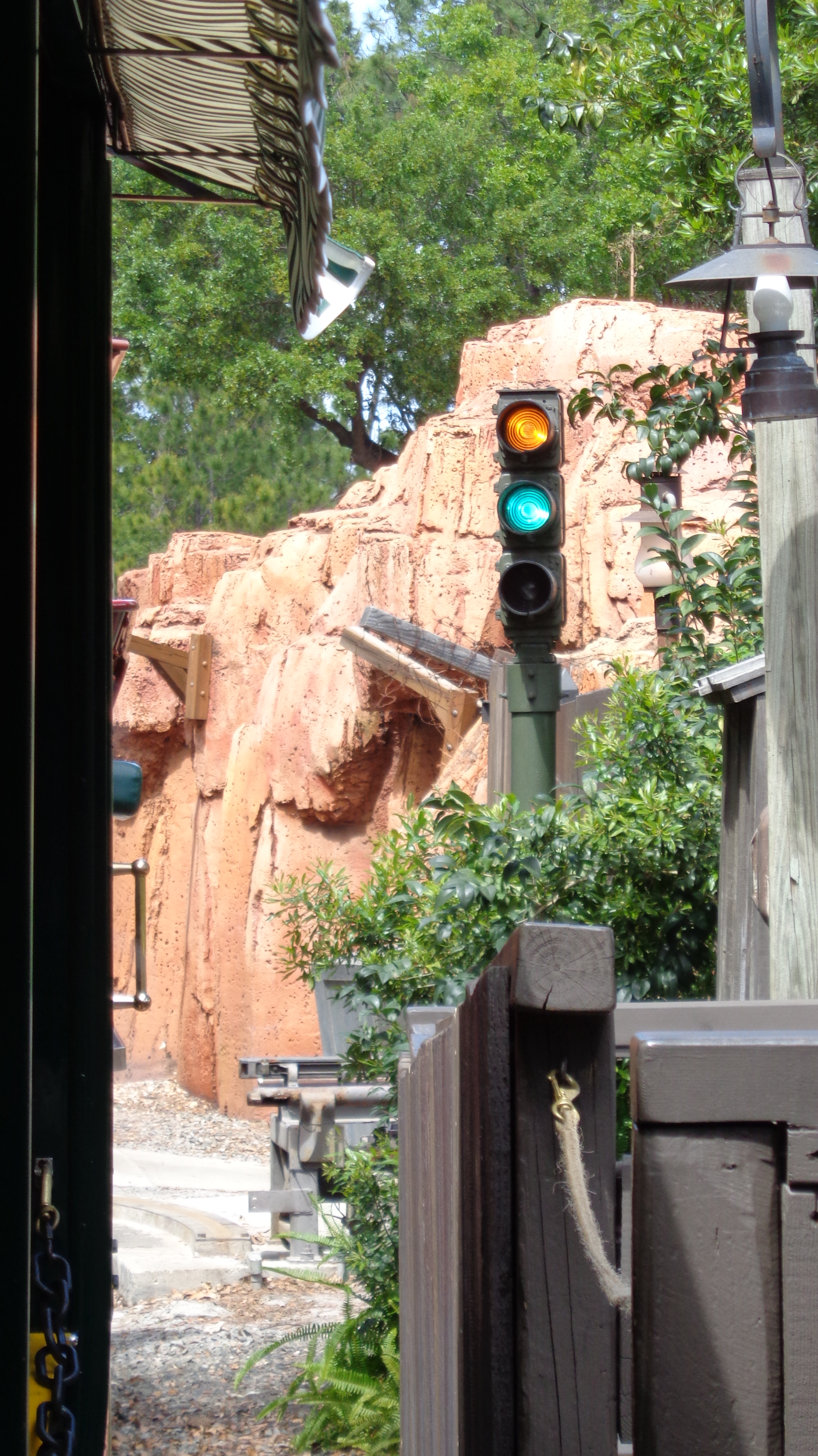
迪士尼世界铁路边域世界站的信号灯。它的背后是霹雳过山车的部分轨道。

火车上的工程师，消防员和列车长可以通过信号灯判断铁路干道是否畅通无阻。    :5 另外，当霹雳过山车轨道在传送列车上下的时候，其转换轨道会在铁路轨道上方摇摆，这时，铁路人员也可以通过信号灯判断道况。  迪士尼世界铁路轨道分为七段，每段轨道旁都有一个信号灯。   分别在三个站点，站点之间的三段主干线旁以及连接主干线和机车库的支线旁都分别设有信号灯。  

## 另请参阅
- 霍格沃茨特快(奥兰多环球影城)
- 迪斯尼公园和度假村的铁路运输